# Gilles-Éric Séralini
Gilles-Éric Séralini (* 23. srpna 1960) je francouzský molekulární biolog, který pracuje jako profesor na univerzitě v Caen. Zabývá se hlavně zkoumáním faktorů životního prostředí jako jsou geneticky modifikované organismy nebo pesticidy a jejich účinky na zdraví. Zejména se věnuje tzv. endokrinním disruptorům.
Mimo jiné je autorem více než 150 odborných vědeckých článků a také celé řady knih.